# Fastlink
Fastlink est une entreprise avec un réseau de téléphonie mobile en Jordanie.  Il est le premier réseau établi en Jordanie et revendique le plus grand nombre de clients parmi les entreprises de téléphonie mobile jordaniennes. Il a été établi en 1995.
Bien que Fastlink ait été d'origine jordanienne quand établi, il est encore une part du groupe koweïtien mtc, et opère selon ses standards.

### Site officiel
- (en) Fastlink